# غلوكستير (رود آيلاند)
غلوكستير (بالإنجليزية: Glocester)‏ هي بلدة تقع بولاية رود آيلاند في الولايات المتحدة. تبلغ مساحتها 147.2 (كم²)، وترتفع عن سطح البحر 139 م، بلغ عدد سكانها 9746 نسمة في عام 2010 حسب إحصاء مكتب تعداد الولايات المتحدة وتصل الكثافة السكانية فيها 68.6 نسمة/كم2.

## وصلات خارجية
- Town of Glocester
- The US50 - Cities and Towns in Rhode Island State
- Rhode Island Cities and Towns, Facts, Map, Flag, Colleges, Government, and More